# Kuala Lumpur Challenger 1990
Il Kuala Lumpur Challenger 1990 è stato un torneo di tennis facente parte della categoria ATP Challenger Series nell'ambito dell'ATP Challenger Series 1990. Il montepremi del torneo era di $50 000 ed esso si è svolto nella settimana tra il 7 maggio e il 13 maggio 1990 su campi in cemento. Il torneo si è giocato a Kuala Lumpur in Malaysia.

## Vincitori

### Singolare
Nduka Odizor ha sconfitto in finale  Sláva Doseděl con il punteggio di 6–3, 3–6, 6–3.

### Doppio
Nduka Odizor /  Paul Wekesa hanno sconfitto in finale  Jonathan Canter /  Bruce Derlin con il punteggio di 6–3, 6–4.